# Volksentscheid über die Offenlegung der Teilprivatisierungsverträge bei den Berliner Wasserbetrieben
Per Volksentscheid wurde ein Gesetzentwurf zur Offenlegung der Teilprivatisierungsverträge bei den Berliner Wasserbetrieben (BWB) im Februar 2011 angenommen. Es bleibt jedoch unklar, ob der Gesetzentwurf umgesetzt wird, da ihn der Berliner Senat für verfassungsrechtlich bedenklich hält. Der Gesetzentwurf sieht vor, dass alle Verträge zur Teilprivatisierung offengelegt werden müssen und unwirksam sind, sollte dies nicht geschehen. Der Senat geht davon aus, dass die nachträgliche Unwirksamkeit bestehender Verträge gegen Berliner Verfassungsrecht und Bundesrecht verstößt. Eine verfassungsrechtliche Überprüfung könnte das Gesetz nach Art. 31 Grundgesetz für nichtig erklären. Auch aus diesem Grund war sich der Senat unmittelbar nach der Abstimmung nicht darüber einig, wie er mit dem Ergebnis umgehen soll. Der Volksentscheid vom 13. Februar 2011 ist der dritte in der Geschichte Berlins und der erste, der erfolgreich war.

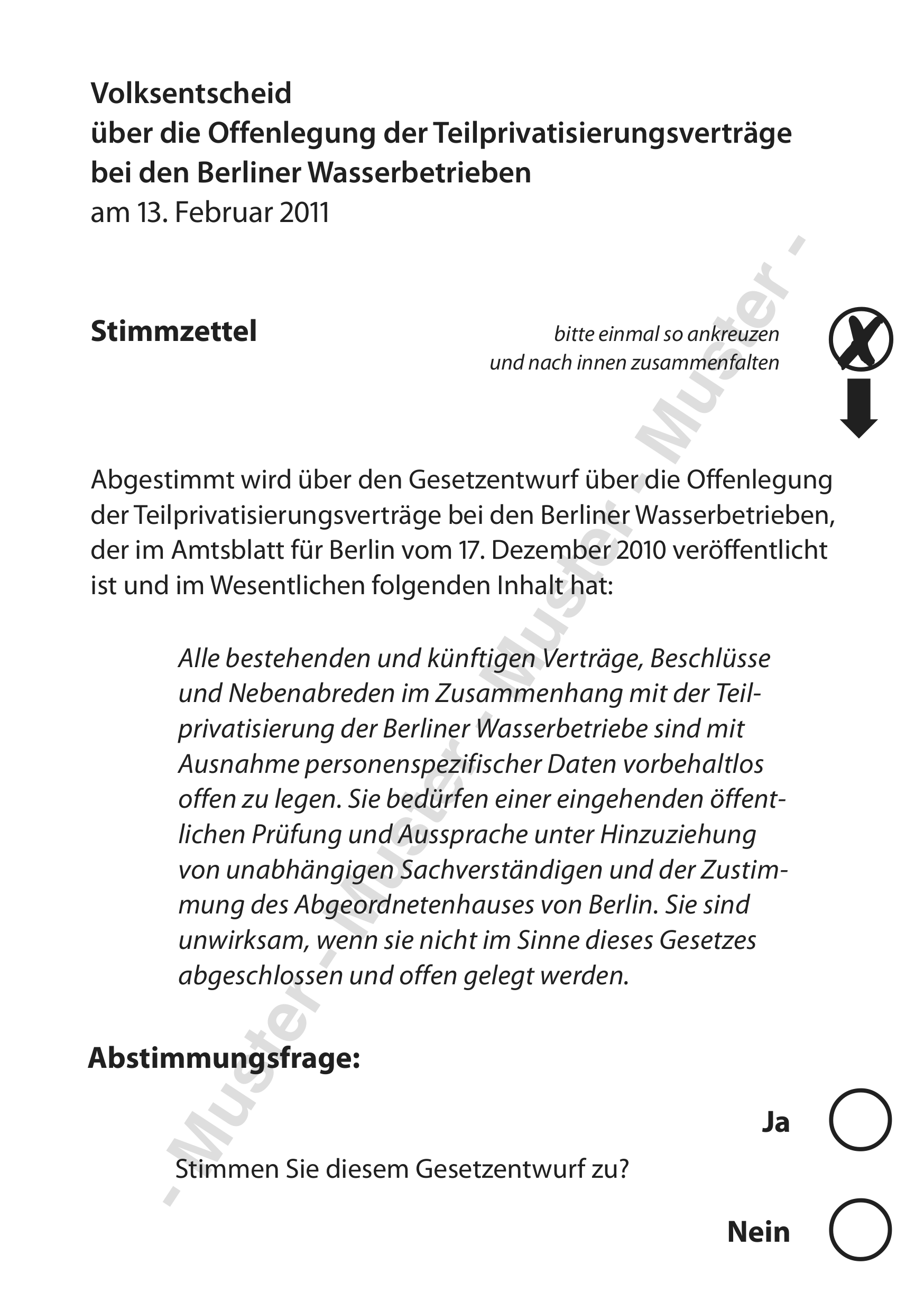
Amtliches Muster des Stimmzettels für den Berliner Volksentscheid über die Offenlegung der Teilprivatisierungsverträge bei den Berliner Wasserbetrieben.

## Hintergrund

### Teilprivatisierung der Berliner Wasserbetriebe
1999 veräußerte das Land Berlin 49,9 %  am kommunalen Wasserversorger Berliner Wasserbetriebe an RWE, Vivendi (heute Veolia) und Allianz. Für die Minderheitsbeteiligung an der BWB zahlte das Konsortium 3,3 Mrd. DM (1,69 Mrd. Euro), das damit das größte Vermögensgeschäft in der Geschichte Berlins darstellt. Zehn Prozent des Erlöses wurden in einen Zukunftsfonds investiert, der innovative Unternehmen und Projekte in der Hauptstadt fördert. Der überwiegende Teil der Milliardeneinnahme wurde jedoch benötigt, um das Etatdefizit im Haushaltsjahr 1998 auszugleichen.
Um den Verkauf zu ermöglichen, änderte das Abgeordnetenhaus von Berlin das Berliner Betriebegesetz und das Berliner Wassergesetz und beschloss am 29. April 1999 in namentlicher Abstimmung gegen die Stimmen der Opposition und einiger Abweichler aus CDU und SPD das Teilprivatisierungsgesetz. Die Oppositionsparteien PDS und Bündnis 90/Die Grünen strengten eine verfassungsgerichtliche Überprüfung an, da sie die Rechtmäßigkeit des Gesetzes zur Teilprivatisierung der BWB  bezweifelten. Das Gesetz hielt der Kontrolle durch den Berliner Verfassungsgerichtshof stand.

### Eigentumsverhältnisse an den Berliner Wasserbetrieben
|                     | Land Berlin                                           | RWE AG                                           | Vivendi S.A.                                     | Allianz Gruppe                                   |
| ------------------- | ----------------------------------------------------- | ------------------------------------------------ | ------------------------------------------------ | ------------------------------------------------ |
| Tochtergesellschaft |                                                       | RWE Aqua GmbH                                    | Compagnie Générale des Eaux Deutschland GmbH     | Allianz Capital Partners GmbH                    |
| Enkelgesellschaft   | RWE Umwelt AG                                         |                                                  |                                                  |                                                  |
| Anteile             | ↓ 45 %                                                | ↓ 45 %                                           | ↓ 10 %                                           |                                                  |
| Anteile             | beteiligt mit Mehrheit von ↓ 50,1 %                   | Berliner Wasserbetriebe Beteiligungs AG ↓ 49,9 % | Berliner Wasserbetriebe Beteiligungs AG ↓ 49,9 % | Berliner Wasserbetriebe Beteiligungs AG ↓ 49,9 % |
|                     | Berlinwasser Holding + Berliner Wasserbetriebe A.ö.R. |                                                  |                                                  |                                                  |

Über eine Beteiligungsaktiengesellschaft sind die privaten Investoren zu 49,9 % an der Berlinwasser Holding beteiligt und nicht direkt an der BWB. Mehrheitsbeteiligter an der Berlinwasser Holding und der BWB (Anstalt des öffentlichen Rechts) ist jeweils zu 50,1 % das Land Berlin. Anfangs hatte die Allianz Capital Partners einen zehnprozentigen Anteil an der Beteiligungs-AG, den RWE und Vivendi übernommen. Der Anteil von Vivendi ging ab 2002 auf deren Nachfolgegesellschaft Veolia Environnement über.
Das Land Berlin hat im April 2011 die Anteile von RWE und im September 2013 die Anteile von Veolia erworben; die Berliner Wasserbetriebe sind somit wieder vollständig im Besitz des Landes.

### Inhalte des Konsortialvertrages
Wesentliche Vereinbarungen zwischen den beteiligten Unternehmen und dem Land Berlin:
- Die Kosten für die Wasserversorgung, der Ableitung des Abwassers und der Niederschlagswasserableitung und dessen Aufbereitung blieben bis Ende 2003 auf dem Niveau von 1998.
- Betriebsbedingte Kündigungen sind bis 2014 ausgeschlossen.
- Die hohen Investitionen der Berliner Wasserbetriebe in kleine und mittelständische Betriebe bleiben erhalten.
- Um den Wirtschaftsstandort Berlin zu stärken, verpflichten sich die Investoren, ihren Unternehmenssitz nach Berlin zu verlagern.
- Erforschung umweltschonender Technologien
- Beibehaltung der Rechtsform Anstalt öffentlichen Rechts, um die Entwässerung umsatzsteuerfrei anzubieten.[2][9]

Im Teilprivatisierungsgesetz wurde den privaten Partnern eine Verzinsung des eingebrachten Kapitals festgelegt: „Als angemessene kalkulatorische Verzinsung des betriebsnotwendigen Kapitals gilt die durchschnittliche Rendite zehnjähriger deutscher Bundesanleihen in einem Zeitraum von 20 Jahren, die der jeweiligen Kalkulationsperiode vorausgehen.“

## Der Weg zum Volksentscheid
Im Juni 2007 initiierte die Bürgerinitiative Berliner Wassertisch das Volksbegehren Unser Wasser unter dem Titel Schluss mit Geheimverträgen – Wir Berliner wollen unser Wasser zurück. Nachdem es zunächst nicht gelang, die erforderlichen 20.000 Unterschriften für den Antrag auf Einleitung eines Volksbegehrens fristgerecht zu sammeln, verlängerte die Initiative die Sammlung um einen Monat. Am 1. Februar 2008 reichte sie 36.062 gültige Unterschriften ein.
Am 4. März erklärte der Berliner Senat das Volksbegehren für ungültig, wogegen die Initiative Klage einlegte. Der Verfassungsgerichtshof von Berlin urteilte am 3. Oktober 2008, dass der Senat das Recht, Volksbegehren für ungültig zu erklären, nur im Fall offensichtlicher Verfassungswidrigkeit oder materieller Unzulässigkeit habe. Dies sei bei dem vorliegenden Volksbegehren nicht gegeben und deshalb zulässig. Über die Frage, ob das Volksbegehren gegen die Berliner Verfassung oder Bundesrecht verstößt, urteilte das Gericht nicht.
Die anschließenden Kompromissverhandlungen zwischen Senat und Initiative scheiterten, so dass am 28. Juni 2010 mit der Unterschriftensammlung für das eigentliche Volksbegehren begonnen wurde. Am 27. Oktober 2010 überreichte die Initiative etwa 265.400 Unterschriften. Zusammen mit den auf den Bürgerämtern geleisteten Unterschriften wurden am 9. November 280.887 gültige Unterschriften abgegeben.
Am 8. Juli 2010 hatte das Abgeordnetenhaus von Berlin das „Zweite Gesetz zur Änderung des Berliner Informationsfreiheitsgesetzes (IFG)“ beschlossen, wodurch das Akteneinsichtsrecht erleichtert wurde: Die öffentlichen Stellen haben sich dazu verpflichtet, Verträge mit Unternehmen, die Dienstleistungen der öffentlichen Daseinsvorsorge erbringen, von Amts wegen zu veröffentlichen – sofern ein öffentliches Informationsinteresse daran besteht.
Drei Tage nach Einreichung der Volksbegehrens veröffentlichte die Tageszeitung taz am 30. Oktober 2010 den Konsortialvertrag zwischen dem Land Berlin und den privaten Investoren. Am 10. November 2010 legten auch das Land Berlin und Veolia den Vertrag zur Teilprivatisierung samt Nebenverträgen offen.
Der Volksentscheid war bei den Parteien des Berliner Senates umstritten. Eine einseitige Änderung der Verträge – wie es die Initiatoren der Kampagne erreicht haben – verstoße gegen Berliner Verfassungsrecht und Bundesrecht. Insofern wären Teile des gewünschten Regelwerks des Volksentscheides unwirksam, würde das Land Berlin die Verträge nachträglich einseitig ändern. Darüber hinaus argumentierte der Senat, dass der wesentliche Teil der Verträge bereits veröffentlicht ist. Die Initiatoren der Kampagne Berliner Wassertisch teilen die verfassungsrechtlichen Bedenken des Senates jedoch nicht. Trotz Veröffentlichung der Verträge halten die Befürworter am Volksentscheid fest und streben eine Klärung durch den Verfassungsgerichtshof an, wodurch weitere öffentliche Kosten entstehen würden. Die Abstimmung musste laut Verfassung jedoch stattfinden – ungeachtet dessen, dass die Verträge bereits öffentlich zugänglich waren.

### Gegenstand des Volksentscheids
Rund 2,47 Millionen Wahlberechtigte waren am 13. Februar 2011 aufgerufen, per Volksentscheid über folgenden Gesetzentwurf abzustimmen:
- Alle bestehenden und künftigen Verträge, Beschlüsse und Nebenabreden zur Teilprivatisierung der Berliner Wasserbetriebe sollen offengelegt werden.
- Sie bedürften einer öffentlichen Prüfung und Aussprache.
- Sie sind unwirksam, wenn sie nicht im Sinne dieses Gesetzes abgeschlossen und offengelegt werden.[23]

### Argumente des Senats und des Abgeordnetenhauses von Berlin
- Der Volksentscheid sei überholt und überflüssig, da die Verträge zur Teilprivatisierung der Berliner Wasserbetriebe bereits vollständig veröffentlicht seien.
- Das bereits bestehende Informationsfreiheitsgesetz (IFG) gehe weiter als der zur Abstimmung gebrachte Gesetzentwurf: Darin ist geregelt, dass Verträge veröffentlicht werden müssen, wenn das Informationsinteresse das private Geheimhaltungsinteresse überwiegt.
- Das zur Abstimmung gebrachte Gesetz sei mit der Verfassung nicht vereinbar, da Verträge, die nicht öffentlich zugänglich sind, unwirksam werden sollen. Der Senat sieht darin einen Verfassungsverstoß.[23]
- Das Abgeordnetenhaus von Berlin verweist darauf, dass die Wasserverträge bereits rechtssicher offengelegt seien und hält den Volksentscheid daher für gegenstandslos.
- Der vorgelegte Gesetzentwurf des Berliner Wassertisches sei zum Teil verfassungswidrig. Aus diesem Grund könne das Abgeordnetenhaus dem Volksentscheid nicht zustimmen.[23]

### Argumente der Initiative „Berliner Wassertisch“
- Die Wasserverträge wären nicht vollständig veröffentlicht worden.
- Die Abgeordneten würden lügen, wenn es um die Berliner Wasserbetriebe geht.
- Das IFG allein reiche nicht aus. Es müsse rechtliche Folgen haben, wenn Verträge nicht öffentlich zugänglich gemacht werden.
- Geheimhaltung wird abgelehnt. Mit der Offenlegung der Verträge soll eine kostengünstige Rekommunalisierung der BWB geschehen und die Kosten für Wasser sinken.[23]

### Öffentliche Kosten des Volksentscheids
Die Initiatoren des Volksentscheids gehen davon aus, dass der Volksentscheid keine Auswirkungen auf den Haushalt des Landes Berlin haben werde. Das Land Berlin weist jedoch darauf hin, dass sich die Kosten nicht abschätzen lassen. Die öffentlichen Kosten für die Durchführung des Volksentscheid belaufen sich auf 1,6 bis 1,85 Millionen Euro.

## Ergebnis des Volksentscheids

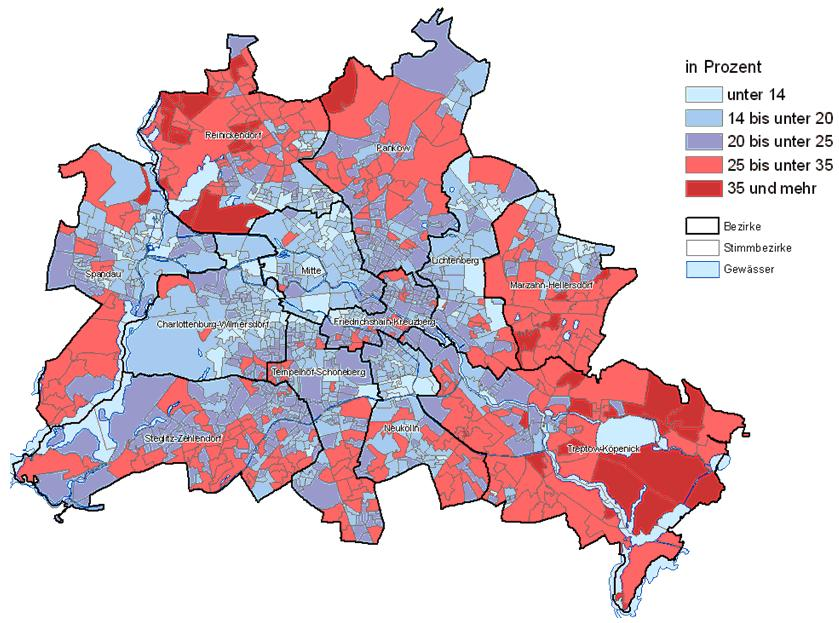
Karte zur regionalen Verteilung der Abstimmungsbeteiligung beim Volksentscheid

Der Volksentscheid wurde mit 678.507 Stimmen angenommen. Es musste die Mehrheit – und zugleich mindestens ein Viertel der rund 2,5 Millionen Wähler – mit „Ja“ stimmen. Die Abstimmungsbeteiligung lag bei 27,5 Prozent, eine Mehrheit von 98,2 Prozent der Teilnehmer stimmte mit Ja. Damit war das Quorum von 25 Prozent der Stimmberechtigten, die zustimmen mussten, ebenfalls erreicht.
| Nr.                                                                        | Bezirk                     | Beteiligung (Stimmber.) | Ja (Teilnehmer) | Ja (Stimmber.) | Nein (Teilnehmer) | Ungültig (Teilnehmer) |
| -------------------------------------------------------------------------- | -------------------------- | ----------------------- | --------------- | -------------- | ----------------- | --------------------- |
| 1                                                                          | Mitte                      | 22,5 %                  | 97,8 %          | 22,0 %         | 2,1 %             | 0,1 %                 |
| 2                                                                          | Friedrichshain-Kreuzberg   | 27,1 %                  | 98,2 %          | 26,7 %         | 1,7 %             | 0,1 %                 |
| 3                                                                          | Pankow                     | 28,4 %                  | 98,4 %          | 28,0 %         | 1,5 %             | 0,1 %                 |
| 4                                                                          | Charlottenburg-Wilmersdorf | 24,4 %                  | 98,4 %          | 24,0 %         | 1,5 %             | 0,1 %                 |
| 5                                                                          | Spandau                    | 25,5 %                  | 97,9 %          | 24,95 %        | 2,0 %             | 0,1 %                 |
| 6                                                                          | Steglitz-Zehlendorf        | 32,5 %                  | 98,2 %          | 32,0 %         | 1,7 %             | 0,1 %                 |
| 7                                                                          | Tempelhof-Schöneberg       | 28,8 %                  | 98,2 %          | 28,2 %         | 1,6 %             | 0,1 %                 |
| 8                                                                          | Neukölln                   | 26,2 %                  | 97,8 %          | 25,6 %         | 2,0 %             | 0,2 %                 |
| 9                                                                          | Treptow-Köpenick           | 33,2 %                  | 98,6 %          | 32,8 %         | 1,4 %             | 0,1 %                 |
| 10                                                                         | Marzahn-Hellersdorf        | 26,7 %                  | 98,3 %          | 26,3 %         | 1,6 %             | 0,1 %                 |
| 11                                                                         | Lichtenberg                | 23,6 %                  | 97,8 %          | 23,1 %         | 2,1 %             | 0,1 %                 |
| 12                                                                         | Reinickendorf              | 30,2 %                  | 98,2 %          | 29,7 %         | 1,7 %             | 0,1 %                 |
| 13                                                                         | Berlin (insgesamt)         | 27,5 %                  | 98,2 %          | 27,0 %         | 1,7 %             | 0,1 %                 |
| Farben der Bezirksnummern: ehem. West-, ehem. Ost-, West/Ost-Fusionsbezirk |                            |                         |                 |                |                   |                       |

| Nr.                                                                        | Bezirk                     | Stimmberechtigte (absolut) | Begehren Unterzeichner | Ja-Stimmen | Nein-Stimmen | Ungültig | Teilnehmer (absolut) |
| -------------------------------------------------------------------------- | -------------------------- | -------------------------- | ---------------------- | ---------- | ------------ | -------- | -------------------- |
| 1                                                                          | Mitte                      | 196.830                    | 19.804                 | 43.214     | 921          | 58       | 44.193               |
| 2                                                                          | Friedrichshain-Kreuzberg   | 170.710                    | 28.981                 | 45.530     | 774          | 49       | 46.346               |
| 3                                                                          | Pankow                     | 282.996                    | 36.125                 | 79.193     | 1.212        | 64       | 80.469               |
| 4                                                                          | Charlottenburg-Wilmersdorf | 216.662                    | 27.030                 | 52.078     | 782          | 39       | 52.899               |
| 5                                                                          | Spandau                    | 162.532                    | 11.697                 | 40.554     | 835          | 45       | 41.434               |
| 6                                                                          | Steglitz-Zehlendorf        | 216.913                    | 29.961                 | 69.328     | 1.199        | 66       | 70.593               |
| 7                                                                          | Tempelhof-Schöneberg       | 232.278                    | 27.782                 | 65.610     | 1.099        | 87       | 66.798               |
| 8                                                                          | Neukölln                   | 199.512                    | 21.025                 | 51.131     | 1.067        | 93       | 52.291               |
| 9                                                                          | Treptow-Köpenick           | 199.688                    | 25.929                 | 65.430     | 911          | 49       | 66.390               |
| 10                                                                         | Marzahn-Hellersdorf        | 202.537                    | 16.671                 | 53.262     | 840          | 54       | 54.156               |
| 11                                                                         | Lichtenberg                | 203.868                    | 18.561                 | 47.012     | 1.020        | 43       | 48.070               |
| 12                                                                         | Reinickendorf              | 181.762                    | 17.321                 | 53.893     | 930          | 45       | 54.868               |
| 13                                                                         | Berlin (insgesamt)         | 2.466.288                  | 280.887                | 666.235    | 11.590       | 692      | 678.507              |
| Farben der Bezirksnummern: ehem. West-, ehem. Ost-, West/Ost-Fusionsbezirk |                            |                            |                        |            |              |          |                      |